# Corydalis geraniifolia
Corydalis geraniifolia là một loài thực vật có hoa trong họ Anh túc. Loài này được Hook.f. & Thomson mô tả khoa học đầu tiên năm 1855.